# Canabicromeno
O canabicromeno (CBC) é um canabinóide natural encontrado na planta Cannabis. Esta estrutura é similar a outros canabinóides naturais, incluindo o tetrahidrocanabinol, canabidiol e canabinol, entre outros. 	
Evidências têm sugerido que ela pode desempenhar um papel no processo anti-inflamatório dos efeitos da cannabis, e pode contribuir para o efeito analgésico da mesma. No entanto, mais investigação sobre os compostos pode ser necessária antes que os efeitos possam ser verificados.